# جميلة الثمر اليابانية
جميلة الثمر اليابانية (الاسم العلمي:Callicarpa japonica) هي نوع من النباتات يتبع جنس جميلة الثمر من الفصيلة الشفوية.

## Gallery

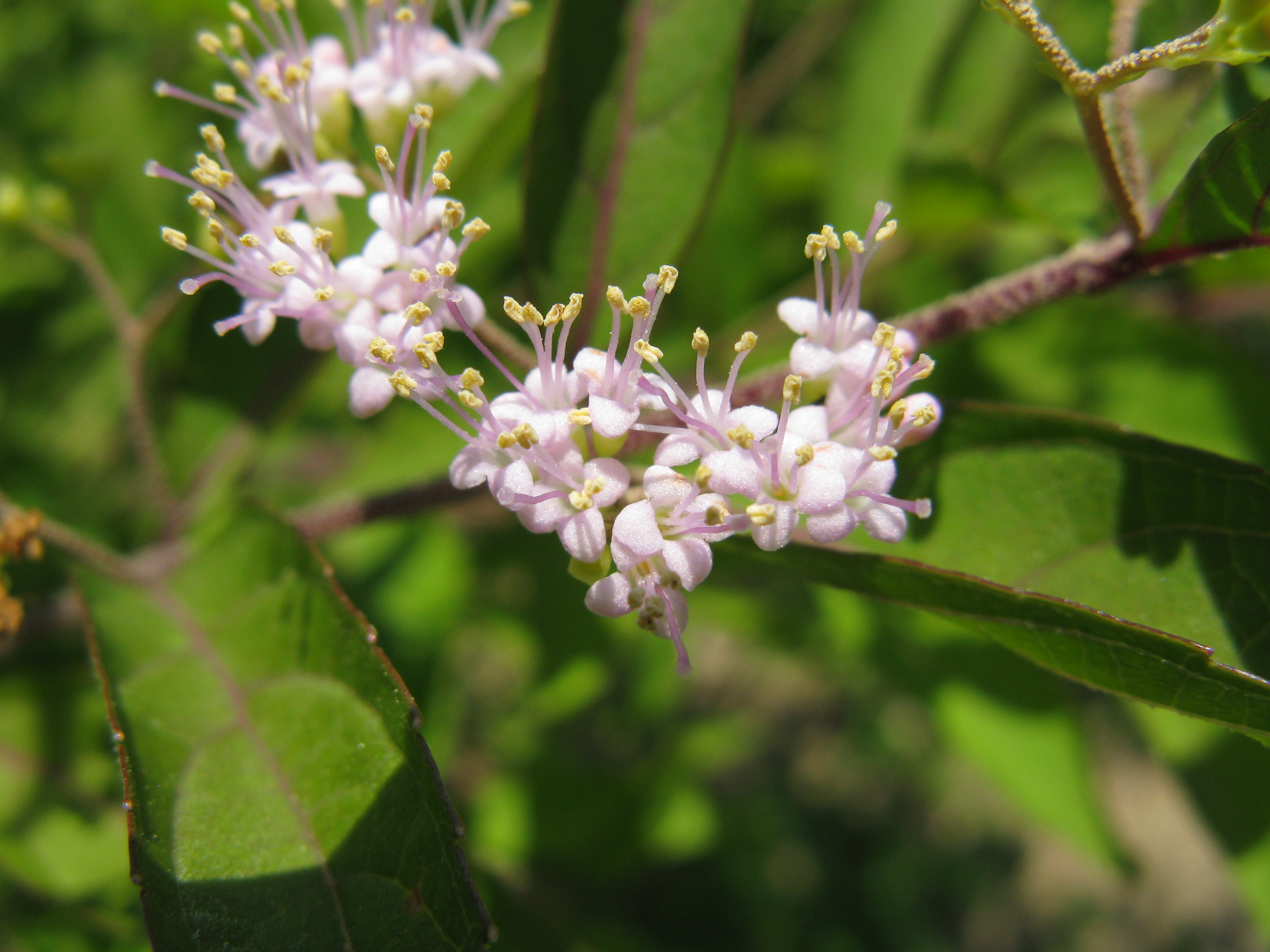
الأزهار
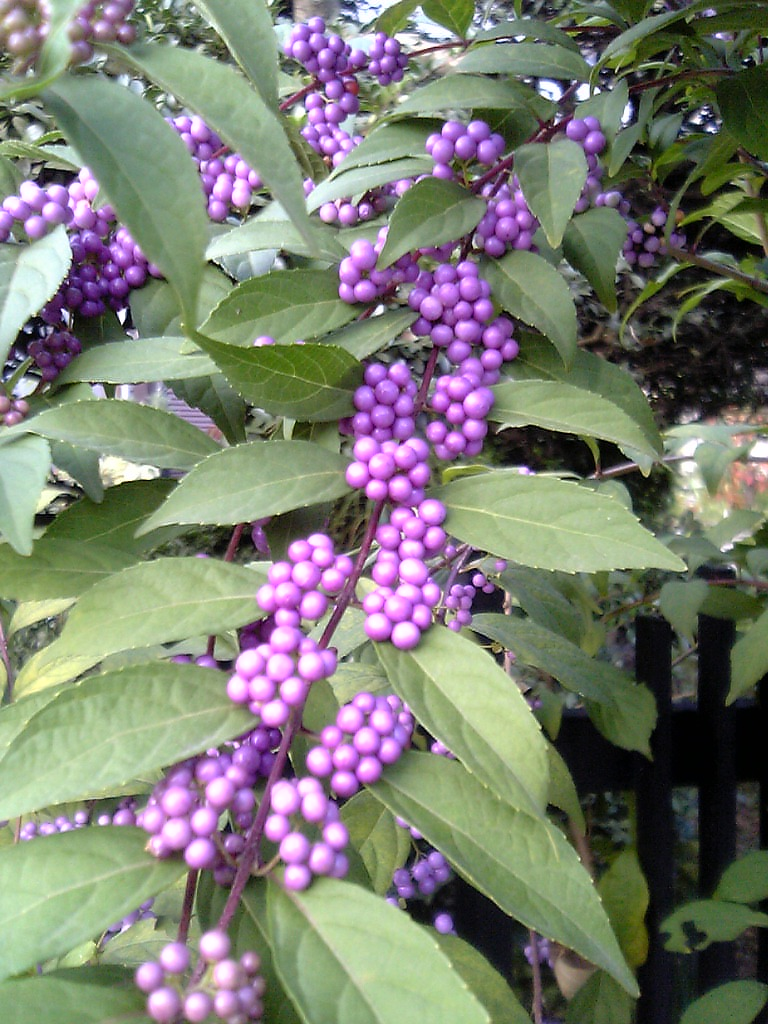
الثمار